# Matra 530
Der Matra 530 ist ein Sportwagen des Automobilherstellers Matra. Von 1967 bis 1973 wurden 9609 Fahrzeuge gebaut.

## Entwicklung

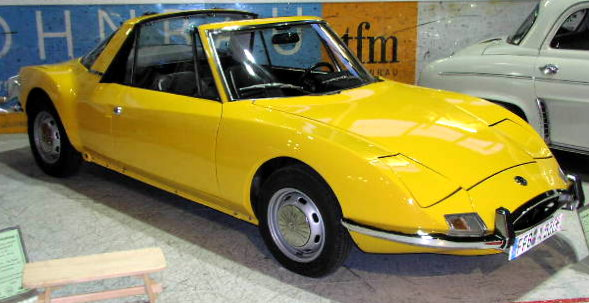
Matra 530

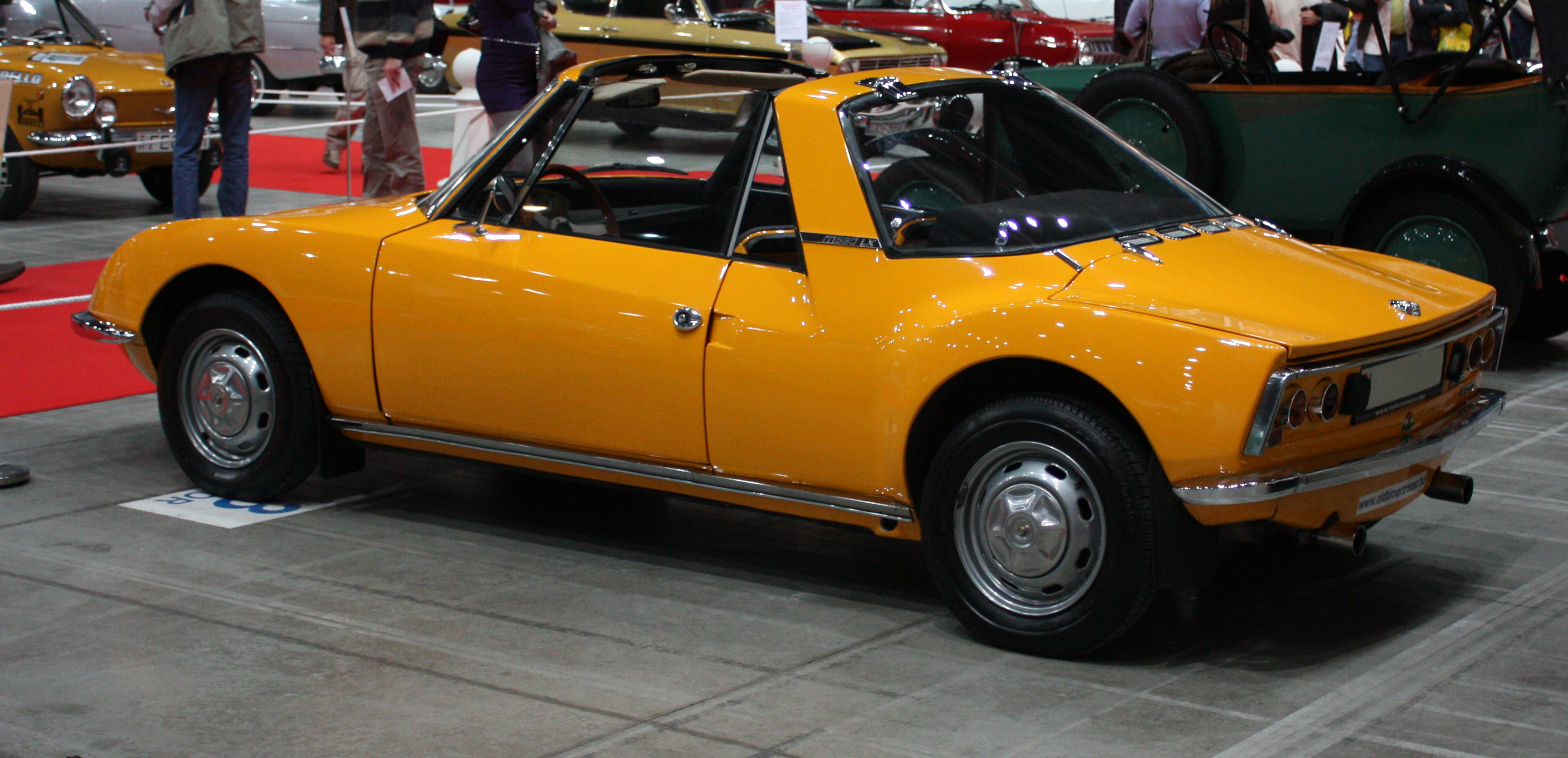
Heckansicht

Im März 1967 wurde der Matra 530 auf dem Genfer Auto-Salon der Öffentlichkeit vorgestellt. Der Ingenieur Guédon hatte den Wagen mit einem zentralen, für die Straßenlage idealen Motor entworfen. Der Raum des Rücksitzes begrenzt die Wahl des Motors, der möglichst kurz sein muss. Die Entscheidung fiel auf den 1,7-Liter-V4-Motor (Typ P5S) des Ford Taunus 17 M, der mit dem Viergang-Schaltgetriebe des Ford 15 M kombiniert wurde. Das Fahrgestell aus geschweißtem Stahlblech war mit angeschraubten Karosserieelementen aus Kunstharz und Glasfaser komplettiert. Außerdem hatte der M530 Klappscheinwerfer mit optischer Warnanlage und ein abnehmbares Targadach mit Überrollbügel.
Ab 1968 wurde der Matra 530 ausgeliefert, ab April 1969 wurde der Ford-C3-Motor mit dem Getriebe des Taunus 15 M RS eingebaut. Der Matra 530 wurde anfangs in Creil gefertigt; kam jedoch ab dem 14. April 1969 aus dem Werk in Romorantin-Lanthenay. Ab 1970 wurden die Matra Automobile über das Chrysler-Simca Vertriebsnetz verkauft. Die Typenbezeichnung änderte sich in Matra M530 LX.
Nach rückläufigen Verkäufen brachte Matra im Oktober 1971 den vereinfachten M 530 SX auf den Markt, um eine jüngere Kundschaft anzusprechen. Dies war eine sparsame Fassung mit festem Dach und  aufgesetzten Scheinwerfern. In 18 Monaten wurden knapp über eintausend Exemplare hergestellt. In Deutschland kostete 1971 der Wagen 11.690 DM. In heutiger Währung und inflationsbereinigt entsprechen dies 23.900 Euro. Im Juni 1973 wurde die Baureihe eingestellt und durch den Matra-Simca Bagheera ersetzt.

## Technische Daten
Motor
- Ford (P5S) Vierzylinder-Viertakt-V-Motor, wassergekühlt; ein Solex Registervergaser Typ 32 TDID
  - Hubraum: 1699 cm³
  - 73 PS bei 4800/min

Getriebe
- Viergang, vollsynchronisiert

Chassis
- Profilverschweißter Plattformrahmen
- Karosserie: Faserverbundkunststoffe auf Plattformrahmen
- Vorderachse + Hinterachse
  - Vorne: Einzelradaufhängung, oben Dreieck-, unten Querlenker, Scheibenbremsen, Schraubenfedern mit Teleskopdämpfer
  - Hinten: Einzelradaufhängung an Längslenkern, Scheibenbremsen, Schraubenfedern mit Teleskopdämpfer, Kurvenstabilisator

Abmessungen
- Außenmaße: 4160 × 1560 × 1200 mm
- Radstand: 2560 mm

Höchstgeschwindigkeit
- 175 km/h

Bauzeit
- 1968–1973

Stückzahl
- 9609 (gesamt)